# Control Myself
"Control Myself" é uma canção do rapper americano LL Cool J, do seu álbum, Todd Smith, de 2006. A canção foi lançada como single em parceria com a cantora Jennifer Lopez em 2006.

## Faixas e formatos
Europa CD maxi single
1. "Control Myself" – 3:56
2. "Control Myself" (Jason Nevins Funktek Edit) – 4:02
3. "Control Myself" (Instrumental) – 3:54
4. "Control Myself" (Vídeo)

Estados Unidos CD maxi single
1. "Control Myself" (Nevins Electrotek Edit) – 4:05
2. "Control Myself" (Joe Bermudez Radio Edit) – 3:51
3. "Control Myself" (Nevins Electrotek Club Mix) – 8:55
4. "Control Myself" (Joe Bermudez Tantric Experience) – 8:18

## Prêmios e indicações
| Ano  | Prêmiação                        | Categoria                      | Resultado |
| ---- | -------------------------------- | ------------------------------ | --------- |
| 2007 | International Dance Music Awards | Melhor Faixa Dance Hip-Hop/Rap | Indicado  |

## Desempenho
| Tabelas musicais (2006)                          | Melhor posição |
| ------------------------------------------------ | -------------- |
| Austrália - Australian ARIA Singles Chart        | 17             |
| Áustria - Ö3 Austria Top 40                      | 70             |
| Bélgica - Belgian Ultratop 50 Singles (Flanders) | 14             |
| Canadá - Canadian Singles Chart                  | 4              |
| Países Baixos - Dutch Top 40                     | 13             |
| Europa - European Hot 100 Singles                | 7              |
| Finlândia - Finnish Singles Chart                | 11             |
| Alemanha - German Singles Chart                  | 25             |
| Irlanda - Irish Singles Chart                    | 5              |
| Nova Zelândia - New Zealand RIANZ Singles Chart  | 7              |
| Roménia - Romanian Top 100                       | 34             |
| Rússia - Russian Airplay Chart                   | 57             |
| Reino Unido - UK Singles Chart                   | 2              |
| Estados Unidos - Billboard Hot 100               | 4              |
| Estados Unidos - Hot Rap Tracks                  | 9              |
| Estados Unidos - Hot R&B/Hip-Hop Songs           | 28             |
| Estados Unidos - Pop 100                         | 5              |
| Estados Unidos - Hot Dance Club Play             | 29             |